# قائمة أنواع الحجاب
الحِجاب لغوياً هوَ السِتر والغِطاء، وَحجبَ الشيء أي سَتره، وَيُعرف الحِجاب في الثقافة الإسلامية على أنه لِباسٌ يَستُر جسد المَرأة، ويُعتبر أحد الفروض الواجبة على المرأة في شرائع معظم الطوائف والفِرق الإسلامية.
يَتصف تَعريف الحِجاب بالمُرونة، لذلك هذه القائمة تُظهر أنواع الحِجاب المُستخدم اعتماداً على الاختلافات الإقليمية في المَلابس.

## النِساء
في الشَريعة الإسلامية من الواجب على النِساء ارتداء المَلابس المُحتشمة أثناء وُجود أَي رَجل (سِوى الأب، والأخ، والزُوج وبعض الاستثناءات البسيطة الأخرى).
| الاسم      | صُورة | وَصف |
| ---------- | ---- | --- |
| عباءة      |      | هيَ قِطعة قُماش سوداء تَلبسها المرأة المُسلمة في بعض مناطق الشرق الأوسط وبالأخص في دُول الخليج العربي، وَتُعتبر العباءة الزي الرسمي للمرأةالمسلمة في بعض البلدان العَربية مِثل السعودية والإمارات العربية المتحدة وَاليمن. |
| بوشية      |      | أو البيشة، وهوَ قُماش أسود من الشيفون يُستخدم في تغطية الوَجه. تَعود الكَلمة في أصلها إلى اللُغة العبرية فهيَ تعني النِقاب أو الحجاب وقد عُرفت عند العرب باسم الغشوة، ولها عدة أنواع منها قطعة واحدة ومنها قطعتين، وتوضع على الرأس لتغطية الوجه فلا تُظهر العينيين. |
| بخنق       |      | هوَ لِباس الرأس الخاص بالفتيات الصِغيرات في السِن قديماً ويتكون من قُماش أسود حرير شَفاف من الشيفون ويُطرز عادةً بخيوط الذهب والفِضة، يُحتوي على فَتحة مُخصصة للرأس تأتي حولَ الوجه ليمسك بالحنك، وعادة ما يكون البخنق قصيراً من الأمام لا يتعدى الخَصر، وأطول من الخَلف حيث يُمكن أن يصل إلى الأرجل أو أقصر بقليل كي لا يُعيق حركة الفَتاة في أثناء لَعبها مع رفيقاتها. كان الغَرض الأساسي من البخنق هوَ تعليم الفتاة على الإحتشام منذ الصِغر. |
| بردة       |      | البردة كَلمة فارسية تَدل على مفهوم السِتر والحجاب بشكل عام، وَالبردة في المَلابس تكون إزاراً أو رداء، وأطلقت البردة على اسم حجاب النساء في إيران وتركيا والهند قديماً. |
| روبند      |      | وهوَ اسم النقاب أو غطاء الوجه الذي يلبس فَوق البردة ويربط من الخلف، وبه فتحة شبكية حول العينيين وكان دائماً ما يَكون لَونها أبيض. |
| بارنجا     |      | وهوَ اسم للعباءة التي كانت ترتديها النِساء والفتيات المُسلمات في وسط آسيا لا سيما في أوزباكستان وَطاجكستان فَتُغطي الرأس والجِسم، وهي مصنوعة من القُطن، وهيَ فضفاضة بلا أكمام. |
| الحبرة     |      | وهوَ ثوب يُلبس من أعلى الرأس وَيستر الجَسم كُله وَيكون لونه أسود، وقد كانت النِساء قديماً تَلبسه في كُل مِن مصر وَسوريا وَتركيا. |
| برقع       |      | أو ما يُعرف باسم "البروكا" وهوَ الذي يُغطي وجوه النساء وأجسامهن ومزود بشبكة ضيقة الفتحات على الوجه لتنظر النساء من خلالها، وغالبية البراقع في أفغانستان زرقاء اللون، ولا أحد يَعرف على وجه الدَقة لماذا اللون الأزرق بالذات، ولكن يُوجد أيضاً ألوان أخرى بنسبة قليلة كالأبيض والأخضر والأصفر. |
| برقع خليجي |      | يَنتشر هذا النَوع في دَولة الإمارات العربية المتحدة وَسلطنة عمان وَقطر وَبين العَرب في جنوب إيران، وقد اختفى هذا النَوع تقريباً في الأيام الحالية، ولا يَزال موجوداً بين النساء اللواتي لا تقل أعمارهن عن 50 عاماً، وأولئك الذين يعيشون في المناطق الريفية. |
| شادر       |      | أو الجادر وهوَ اسم للباس المرأة المُسلمة في إيران وهوَ يُغطي جسد المرأة بشكل كامل وما يُميزه كونه بيضاوي الشَكل خفيف الوَزن على الرأس، ويشبهه في مصر والسُعودية ما يُسمى بالملحفة. |
| نقاب       |      | وقد سُميَ نقاباً لوجود نقبين في مواجهة العينيين لمعرفة الطريق، وَيُسمى أيضاً بُرقع واللثام أو اللفام. |
| جُبَّة        |      | وهو عبارة عن ثوب واسع يُلبس فوق الأزياء، وقد وصفه البعض بأنه رداء واسع طويل مفتوح من الأمام ذو أكمام ضيقة وواسعة أحياناً، ويُسمى في بعض البُلدان بالجلباب، أما في دول شرق آسيا (ماليزيا، وَأندونيسيا، وَبروني) فَيُسمى عباءة المسلمة. |
| دوباتا     |      | وهوَ اللباس المُشترك بين النِساء في كُل من الباكستان والهِند والبِنجاب، وهو عبارة عن قطعة قُماش ملونة كبيرة مصنوعة من نسيج خفيف الوزن، وهوَ يُغطي الرأس والكتفين. |
| تودونغ     |      | وهوَ غطاء الرأس في كُل من ماليزيا وأندونيسيا. |
| سيلندنج    |      | هي كلمة تَتبع لِلغة الملايو، وتَعني بالعَربية الوِشاح، وهوَ موجود في أندونيسيا. |
| موكَنّا      |      | وهوَ حجاب أندونيسي يُستخدم فَقط تقريباً في الصَلاة، ويتم تثبيته حول الرأس بواسطة سلسلتين. |
| كيمشك      |      | وهيَ كلمة سواحيلية تَعني غطاء الرأس، وهوَ موجود في كُل من قيرغيزستان وكازاخستان وَقرقل باغستان. |
| كردونج     |      | وهي كَلمة أندونيسية تَعني الحِجاب، وهوَ مُشابه للتودونغ الماليزي، ويُعتبر الكردونج الحِجاب الأندونيسي الحَديث. |
| الأميرة    |      | هو نوع مِن أنواع الحِجاب حَيث يتكون من قطعتين، وَيكون مُقارب للرأس بِشكل وثيق، وَقد يمتد إلى الأكتاف، وعادةً ما يكون مصنوعاً من القُطن أو البوليستر. |
| حايك       |      | وهوَ لباس أبيض تراثي في دول المَغرب العربي تلبسه المرأة فوق لباسها التقليدي عند الخروج من بيتها، وهوَ عبارة عن قطعة قُماش كبيرة تَلٌفها المرأة على جسدها بطريقة ذكية بحيث لا يظهر من المرأة إلى بعض من ساقيها وعيونها. |
| العجار     |      | وهوَ المنديل الذي كانت تغطي به المرأة وجهها، وَيُقال أَنَّ عائِشة أم المؤمنين قَد وصفت نساء الأنصار لما نزلة آية الحجاب فقالت "شَقَقن مُرُوطهن، فاعتجرن بها، فصَلَّين خلف النَبي" |
| يشمك       |      | وهيَ كلمة تركية تعني النِقاب أو البرقع وكان دائماً ما يكون لَوها أبيض وكانت تُلبس مع الحَبرة قديماً لتغطية الَوجه. |